# Hovorelus splendidus
Hovorelus splendidus là một loài bọ cánh cứng trong họ Cerambycidae.